# Alseodaphne sulcata
Alseodaphne sulcata är en lagerväxtart som beskrevs av Kostermans. Alseodaphne sulcata ingår i släktet Alseodaphne och familjen lagerväxter. Inga underarter finns listade i Catalogue of Life.